# 贵田裕美
贵田裕美（日语：／ Kida Yumi，1985年6月30日—），生于埼玉县，日本女子公开水域游泳运动员，现在是KONAMI俱乐部成员。

## 运动生涯
贵田生于埼玉县，后来她随家人移居群马县。年幼时受其姐姐的影响，她开始学习游泳。2010年之前，贵田一直以长距离自由泳作为自己的主项，期间曾参加过2001年和2005年的游泳世锦赛，还曾在2009年世界大学生运动会上收获1500米自由泳金牌和800米自由泳银牌。
2010年，在教练的建议下，贵田转为主攻公开水域游泳，结果她在那一年的公开水域日本公开赛上夺冠。2011年，她首次参加游泳世锦赛公开水域项目的比赛，最终在10公里项目上获得第35名。
2012年6月，在伦敦奥运公开水域世界预选赛上，贵田以1小时45分3秒7的成绩获得第13名，个人首次获得奥运参赛资格。在奥运比赛当中，她最终以1小时58分59秒1位列第12名。
2013年，贵田参加了巴塞罗那游泳世锦赛10公里和25公里公开水域比赛，最终两项目分别名列第13名和第8名。2015年6月，她在公开水域世界杯上以2小时5分34秒15的成绩获得第2名，成为首位在该赛事上获得奖牌的日本选手。一个月后，她又在喀山世锦赛10公里比赛中以2小时1秒8的成绩名列第28位。
2016年6月，贵田在里约奥运公开水域世界预选赛上游出1小时55分38秒4的成绩，最终位列第5，同时第二次获得奥运参赛资格。在8月的奥运正赛上，她最终以1小时57分35秒2的成绩获得第12名。
2017年1月29日，她获千叶县馆山市委任为“馆山公开水域游泳大使”。同年7月，她出战游泳世锦赛公开水域10公里和25公里两个项目，分别获得第23名和第15名。2019年7月，她在光州世锦赛10公里项目上获得第22名，这一名次与上届相比上升一位。